# 文山神社
24°57′24″N 121°31′55″E / 24.956739°N 121.531844°E
文山神社為台灣日治時期位於臺北州文山郡新店街的神社，設立於1939年。原址現為新北市新店區的碧潭空軍烈士公墓，目前仍可見神社大致的中軸線，以及鳥居、石燈籠、參道殘跡。

## 介紹
文山郡各庄長在1936年7月26開會時決議興建文山神社，作為鎮守文山郡的神社，並計畫將神社設在台灣十二勝的新店碧潭附近。同年9月，文山郡守田中鐵太郎、藤村及片倉課長、石田視學、村田庄長前往兩處文山神社預定地視察，一處位於新店市區西側的塗潭山，另一處為於市區東側的獅頭山。後來將文山神社選址在碧潭西側山丘上，神社南側倚塗潭山，向北可眺望碧潭景觀，神社外苑設有運動場，可作為精神鍛鍊的體育場，地址為臺北州文山郡新店街安坑字大坪頂。
文山神社於1939年4月7日舉行鎮座祭啟用，社格屬無格社，祭神為開拓三神(大國魂命、大己貴命、少彥名命)、明治天皇、北白川宮能久親王，例祭日為10月28日。為了慶祝文山神社鎮座，鎮座日後三日舉行了各種活動。於4月8日，舉行臨時奉幣祭、奉祝宴、信徒的萬歲奉唱、提燈遊行等活動。於4月9日，在新店公會堂舉辦插花展和繪畫展，以及小公學校學生的表演、學藝會、劍道大會，在外苑運動場則有兒童相撲、原住民相撲及演藝表演等活動。於4月10日則有舉行網球比賽。
二戰後，國民政府於1950年將文山神社改為空軍烈士公墓。

## 社掌
- 1939年至1940年：佐藤文一郎（由建功神社社掌兼任）
- 1940年至1945年：千葉晴雄[6]